# Styposis clausis
Styposis clausis är en spindelart som beskrevs av Claude Lévi 1960. Styposis clausis ingår i släktet Styposis och familjen klotspindlar. Inga underarter finns listade i Catalogue of Life.